# Хоскинс, Джон
Сэр Джон Хоскинс, 2-й баронет (англ. Sir John Hoskyns, 2nd Baronet, 1634—1705) — английский баронет, политический и общественный деятель.
Один из первых членов Лондонского королевского общества (1663) и его президент в 1682—1683 годах.

## Биография
Джон был старшим сыном сэра Беннета Хоскинса, 1-го баронета Хервуда и Морхемптон-Парк, Херефордшир, и его жены Энн, дочери сэра Джона Бингли из Темпл-Комб, Сомерсет. С основами латинского языка Джон был ознакомлен своей матерью, после чего был отправлен на обучение в Лондон в Вестминстерскую школу, ректором которой был Ричард Басби.
Джон был женат на Джейн, старшей дочери сэра Габриэля Лоу из Ньюарка, Глостершир. У супругов было двое сыновей — Беннет и Хангерфорд (ум. 1766), которые стали 3-м и 4-м баронетами соответственно. Хангерфорд был женат на Мэри, дочери лорда Чендоса.
Джон Хоскинс получил юридическое образование и был барристером в одном из лондонских судебных иннов — Middle Temple, служил в канцлерском суде. В 1680 году после смерти отца Джон унаследовал титул баронета (был посвящён в рыцари). В 1685 году Хоскинс был избран членом палаты общин от Херефордшира и занимал этот пост до 1687 года, но политической активности не проявлял.
В 1682 году Джон Хоскинс был избран президентом Королевского общества, сменив на этом посту сэра Кристофера Рена, но уже в следующем году ушёл в отставку, с 1685 по 1687 год был секретарём Королевского общества.
Джон Хоскинс умер 12 сентября 1705 года и был похоронен в Хервуд-Энде, Херефордшир. Джейн, вдова сэра Джона, прожила до 1724 года в Хервуд-Энде и была похоронена вместе с мужем.
- Подпись Хоскинса на финансовых документах Королевского общества 1667 года